# Su csing
A Su csing (Shu jing) ókori kínai politika-filozófiai, történeti mű, amely egyike az Öt klasszikus néven emlegetett konfuciánus kánonnak, és amelynek összeállítását a hagyomány magának Konfuciusznak tulajdonítja. Magyarul általában Írások könyveként hivatkozik rá a szakirodalom. Fennmaradt, ma ismert formájában azonban a szakértők több fejezetét nem tartják hitelesnek. Az egységes kínai birodalmat létrehozó első császár i. e. 213-ban elégettette a konfuciánus könyveket, melyeket csak a Han-dinasztia idején, az i. e. 2 században kezdtek rekonstruálni. A könyvégetés során különösen rosszul járt a Su csing (Shu jing), ugyanis ez főként rituális táncok szövegkönyveit tartalmazta, tehát egyrészt a legszorosabb kapcsolatban áll a Csou (Zhou)-kori arisztokrácia szertartásaival, másrészt jellegzetesen Csou (Zhou)-kori kormányzási elveket és kívánatosnak tartott erkölcsi normákat tartalmazott, amelyeket a legendás, történelem előtti korok mitikus hőseinek tulajdonított. A Han-korban rekonstruált Su csing (Shu jing)-szöveg hitelességének kutatása a mai napig nem ért véget. Kínai és nyugati filológusok megkülönböztetnek egymástól hiteles és a Han-korban írott fejezeteket. A hitelesnek tartott fejezetek keletkezését általában Konfuciusz működését megelőző időkbe helyezik.

## Története
A történelem során a Su csing (Shu jing) szövege számos változatban létezett, a tartalmával kapcsolatos irodalmi, filozófiai viták hosszú évszázadok óta tartanak.

### Legkorábbi hivatkozások
A történeti hagyomány szerint a Su csing (Shu jing)ben szereplő műveket maga Konfuciusz válogatta össze egy akkoriban létezett nagyobb gyűjteményben szereplő írások közül, melyek közül néhány a Ji-csou-su (Yizhoushu) ( 逸周書 / 逸周书), vagyis Csou (Zhou) elveszett írásai című gyűjteményben fennmaradt. A gyűjtemény keletkezésének körülményeit azonban homály fedi. Tény, hogy Konfuciusztól kezdve, az írók, filozófusok arra használták a Su csing (Shu jing)ban szereplő írásokat, hogy történelmi példákkal illusztrálják az ideális kormányzás alapvető elveit, mikéntjét.
A Konfuciusz beszélgetéseit és mondásait tartalmazó Lun jü (Lun yu) összesen hat alkalommal hivatkozik, Su (Shu) (書 / 书), vagyis |Írások néven a gyűjteményre. Az i. e. 4. századtól kezdve megszaporodnak a műre történő hivatkozások száma, pl. Konfuciusz nagy követője, Menciusz is gyakorta merít belőle, de több utalást találni a Mo-ce (Mozi) vagy a Co csuan (Zuo zhuan) című művekben is.

### Han-dinasztia: „Új” és „régi szövegek”
I. e. 213-ban, a Csin Si Huang-ti (Qin Shi Huangdi) elrendelte könyvégetés során rengeteg, igen értékes mű sok-sok példánya vált hamuvá. A Su csing (Shu jing), mint a Csou (Zhou)-dinasztiának, a konfuciánus hagyományok szerint ideálisnak tartott kormányzás módszereinek és hivatkozásának szent könyve különösen rosszul járt. A Csin (Qin)-dinasztia bukását követően, valamikor az i. e. 3. század végén, az i. e. 2. század elején Fu Seng (Fu Sheng) (伏胜) vállalkozott arra, hogy rekonstruálja az akkorra már csak töredékeiben fennmaradt Su csing (Shu jing)ot. Az ő verziója később „új szövegek” (csin ven (jin wen) 今文) néven vált ismertté, mivel azt már kancellár írással jegyezte le. Ez a változat eredetileg 29 fejezetet tartalmazott, de nem sokkal az összeállítását követően „A nagy beszéd” ( 《泰誓》 Taj si (Tai shi)) címet viselő fejezet elveszett, s helyette egy új változatot készítettek. A maradék 28 fejezetet később 33-ra bővítették, miután Du Lin (杜林) az i. sz. 1. században több fejezetet több részre osztott.
A Su csing (Shu jing) egy másik változatáról azt állították, hogy Konfuciusz egyik leszármazottja, bizonyos Kung An-kuo (Kong Anguo) (孔安國) (kb. i. e. 156 – kb. i. e. 74), saját maga talált rá, amelyet a mester házának falába rejtettek el. Ezt a változatot később „régi szövegek” (ku ven (gu wen) 古文) néven emlegették, mivel a Csin (Qin)-dinasztia előtt használtban volt pecsétírással volt jegyezve. Azonban a Han-dinasztia korából származó források igen ellentmondásosan számolnak be erről a felfedezésről. A Han-dinasztia hivatalos történeti műve, a Han su (Han shu) szerint a „régi szövegek” néven emlegetett verzió tartalmazta a Fu Seng (Fu Sheng) által rekonstruált részeket, „A nagy beszéd” fejezet újraírt változatát, valamint további 16 fejezetet.

### A felfedezett régi szöveg
A „régi szövegek” egy változatára állítólag egy Mej Cö (Mei Ze) (梅賾) nevű tudós hivatalnok bukkant rá, amelyet bemutatott a Keleti Csin (Jin) (265-420) udvarában. A mű tartalmazta az „új szövegek” 33 fejezetét, valamint további 25 fejezetet, a teljes művet pedig Kung An-kuo (Kong Anguo) látta el kommentárokkal és előszóval. A Mej (Mei)-féle szöveg igen gyorsan, széles körben elterjedt és ez lett az alapja annak a hivatalosnak számító értelmezésekkel ellátott kiadásnak, amelyet Sang-su cseng-ji (Shangshu zhengyi) (《尚書正義》, „Az Írások könyvének hivatalos értelmezése”) címen 653-ban császár rendeletre közreadtak.
A Szung (Song)-dinasztia idején azonban többekben felötlött a gyanú, hogy az Írások könyvének ez a változata egy kései hamisítvány. A 16. században pedig Mej Cso (Mei Zhuo) (梅鷟) meggyőző érvekkel támasztotta alá, hogy a más forrásokból ismeretlen fejezetek, a kommentárok és az előszó a 3. századból származó hamisítvány, amelyeket olyan korai művek szövegeinek felhasználásával készítettek, mint pl. a Co csuan (Zuo zhuan) vagy A történetíró feljegyzései. Mej Cso (Mei Zhuo) nem csupán azonosította a kritikus részek eredeti forrását, hanem a feltételezett hamisítót is megnevezte, aki szerinte a 3. században tevékenykedett tudós és orvos, Huang-fu Mi (Huangfu Mi) (皇甫謐, 215–282) lehetett. A 17. században, a Jen Zso-kuo (Yan Ruoguo) (阎若璩, 1636–1704) által írott, kiadatlan, ám mégis széles körben ismert kézirat, a Sang-su ku-ven su-cseng (Shangshu guwen shuzheng) (《尚書古文疏證》) a legtöbb tudóst végérvényesen meggyőzte arról, hogy az újonnan felfedezett „régi szövegek” csupán kései kompilációk, 3-4. századi hamisítványok.

### A szöveg modern kori felfedezése
Az 1993 és 2008 közötti régészeti feltárások során napvilágra került szövegtöredékek, új megvilágításba helyezték a Su king (Shu jing) vizsgálatokat. A Hupej (Hubei) tartománybeli Csingmen (Jingmen) (荊門) városban, az egykori Csu (Chu) (楚) állam területéről olyan bambuszcsíkokra írott részletek kerültek elő, amelynek a keletkezési korát a Hadakozó fejedelemségek korára, kb. i. e. 300 körülre, vagyis a könyvégetést megelőző időszakra datálták a szakértők. A 2008-ban, Hunan és Hupej (Hubei) tartományokban, eredetileg illegális ásatások során előkerült, azóta „csinghuai (qinghuai) bambuszcsíkok” (csinghua csien (qinghua jian) 清華簡) néven ismert anyag tartalmazza az „új szövegek” „Arany kincsesláda” (Csin teng (Jin teng) 金滕) című fejezetét, amely csak elenyésző különbségeket mutat az addig ismert változattól.

## Tartalma, szerkezete
| Nr.                                                                 | Eredeti fejezetcím                                | Magyarul                                                | Régi szöveg | Új szöveg | Legge ford. oldal | Karlgren | Karlgren |
| Nr.                                                                 | Eredeti fejezetcím                                | Magyarul                                                | Régi szöveg | Új szöveg | Legge ford. oldal | fordítás | jegyzet  |
| 虞書 (Sun su (Shun shu)) Írások Sun (Shun) idejéből                 |                                                   |                                                         |             |           |                   |          |          |
| 1                                                                   | 堯典 (Jao tien (Yao dian)                         | Jao (Yao) rendeletei                                    |             |           | 15                | 1        | I : 44   |
| 2                                                                   | 舜典 (Sun tien (Shun dian)                        | Sun (Shun) rendeletei                                   |             | 29        |                   | 1        | I : 44   |
| 3                                                                   | 大禹謨 (Ta-jü mo (Dayu mo)                        | Nagy Jü (Yu) tanácsai                                   |             |           | 52                | –        | –        |
| 4                                                                   | 臯陶謨 (Kao Jao mo (Gao Yao mo)                   | Kao Jao (Gao Yao) tanácsai                              |             |           | 68                | 8        | I : 106  |
| 5                                                                   | 益稷 (Ji Csi (Yi Ji)                              | Ji (Yi) és Csi (Ji)                                     |             | 76        |                   | 8        | I : 106  |
| 夏書 (Hszia su (Xia shu)) Írások a Hszia (Xia)-dinasztia idejéből   |                                                   |                                                         |             |           |                   |          |          |
| 6                                                                   | 禹貢 (Jü kung (Yu gong)                           | Jü (Yu) adói                                            |             |           | 92                | 12       | I : 145  |
| 7                                                                   | 甘誓 (Kan si (Gan shi)                            | A Kan (Gan)nál (vívott csata) esküje                    |             |           | 152               | 18       | I : 167  |
| 8                                                                   | 五子之歌 (Vu ce cse ko (Wu zi zhi ge)             | Az öt fiú dala                                          |             |           | 156               | –        | –        |
| 9                                                                   | 胤征 (Jin cseng (Yin zheng)                       | Jin (Yin) büntetőhadjárata                              |             |           | 162               | –        | –        |
| 商書 (Sang su (Shang shu)) Írások a Sang (Shang)-dinasztia idejéből |                                                   |                                                         |             |           |                   |          |          |
| 10                                                                  | 湯誓 (Tang si (Tang shi)                          | Tang esküje                                             |             |           | 173               | 20       | I : 171  |
| 11                                                                  | 仲虺之誥 (Csung-huj cse kao (Zhonghui zhi gao)    | Csung-huj (Zhonghui) bejelentése                        |             |           | 177               | –        | –        |
| 12                                                                  | 湯誥 (Tang gao (Tang gao)                         | Tang király bejelentése                                 |             |           | 184               | –        | –        |
| 13                                                                  | 伊訓 (Ji hszün (Yi xun)                           | Ji (Yi) útmutatásai                                     |             |           | 191               | –        | –        |
| 14                                                                  | 大甲上 (Taj Csia sang (Tai Jia shang)             | Taj Csia (Tai Jia) I.                                   |             |           | 199               | –        | –        |
| 15                                                                  | 大甲中 (Taj Csia csung (Tai Jia zhong)            | Taj Csia (Tai Jia) II.                                  |             |           | 205               | –        | –        |
| 16                                                                  | 大甲下 (Taj Csia hszia (Tai Jia xia)              | Taj Csia (Tai Jia) III.                                 |             |           | 209               | –        | –        |
| 17                                                                  | 咸有一徳 (Hszien ju ji tö (Xian you yi de)        |                                                         |             |           | 213               | –        | –        |
| 18                                                                  | 盤庚上 (Pan Keng sang (Pan Geng shang)            | Pan Keng (Pan Geng) I.                                  |             |           | 220               | 20       | I : 174  |
| 19                                                                  | 盤庚中 (Pan Keng csung (Pan Geng zhong)           | Pan Keng (Pan Geng) II.                                 |             | 233       |                   | 20       | I : 174  |
| 20                                                                  | 盤庚下 (Pan Keng hszia (Pan Geng xia)             | Pan Keng (Pan Geng) III.                                |             | 243       |                   | 20       | I : 174  |
| 21                                                                  | 說命上 (Jüe ming sang (Yue ming shang)            | Jüe (Yue) mandátuma I.                                  |             |           | 248               | –        | –        |
| 22                                                                  | 說命中 (Jüe ming csung (Yue ming zhong)           | Jüe (Yue) mandátuma II.                                 |             |           | 254               | –        | –        |
| 23                                                                  | 說命下 (Jüe ming hszia (Yue ming xia)             | Jüe (Yue) mandátuma III.                                |             |           | 259               | –        | –        |
| 24                                                                  | 高宗肜日 (Kao-cung zsung-zsi (Gaozong rongri)     | Kao-cung (Gaozong) király áldozati szertartásának napja |             |           | 264               | 26       | I : 214  |
| 25                                                                  | 西伯戡黎 (Hszi-po kan Li (Xibo kan Li)            | A nyugati területek ura meghódítja Lit                  |             |           | 268               | 26       | I : 218  |
| 26                                                                  | 微子 (Vej ce (Wei zi)                             | Vej (Wei) bárója                                        |             |           | 273               | 27       | I : 220  |
| 周書 (Csou su (Zhou shu)) Írások a Csou (Zhou)-dinasztia idejéből   |                                                   |                                                         |             |           |                   |          |          |
| 27                                                                  | 泰誓上 (Taj si sang (Tai shi shang)               | A nagy eskü I.                                          |             |           | 281               | –        | –        |
| 28                                                                  | 泰誓中 (Taj si csung (Tai shi zhong)              | A nagy eskü II.                                         |             |           | 289               | –        | –        |
| 29                                                                  | 泰誓下 (Taj si hszia (Tai shi xia)                | A nagy eskü III.                                        |             |           | 294               | –        | –        |
| 30                                                                  | 牧誓 (Mu si (Mu shi)                              | A Munál (vívott csata) esküje                           |             |           | 300               | 29       | I : 228  |
| 31                                                                  | 武成 (' (Wu cheng)                                | Felkészülés a háborúra                                  |             |           | 306               | –        | –        |
| 32                                                                  | 洪範 (Hung fang (Hong fan)                        | A nagy szabály                                          |             |           | 320               | 29       | I : 231  |
| 33                                                                  | 旅獒 (Lü ao (Lü ao)                               | Lü vérebei                                              |             |           | 345               | –        | –        |
| 34                                                                  | 金縢 (Csin teng (Jin teng)                        |                                                         |             |           | 351               | 35       | I : 248  |
| 35                                                                  | 大誥 (Ta kao ( Da gao)                            | A nagy beszéd                                           |             |           | 362               | 36       | I : 258  |
| 36                                                                  | 微子之命 (Vej ce cse ming (Wei zi zhi ming)       | Vej (Wei) bárójának mandátuma                           |             |           | 376               | –        | –        |
| 37                                                                  | 康誥 (Kang kao (Kang gao)                         | Kang bejentése                                          |             |           | 381               | 39       | I : 278  |
| 38                                                                  | 酒誥 (Csiu kao (Jiu gao)                          |                                                         |             |           | 399               | 43       | I : 296  |
| 39                                                                  | 梓材 (Ce caj (Zi cai)                             |                                                         |             |           | 413               | 46       | I : 307  |
| 40                                                                  | 召誥 (Sao kao (Shao gao)                          |                                                         |             |           | 420               | 48       | II : 62  |
| 41                                                                  | 洛誥 (Luo kao (Luo gao)                           |                                                         |             |           | 434               | 51       | II : 74  |
| 42                                                                  | 多士 (Tuo si (Duo shi)                            | Megyannyi hivatalnok                                    |             |           | 453               | 55       | II : 94  |
| 43                                                                  | 無逸 (Vu ji (Wu yi)                               |                                                         |             |           | 464               | 56       | II : 105 |
| 44                                                                  | 君奭 (Csün si (Jun Shi)                           | Si (Shi) úr                                             |             |           | 474               | 59       | II : 114 |
| 45                                                                  | 蔡仲之命 (Caj Csung cse ming (Cai Zhong zhi ming) | Caj (Cai)-béli Csung (Zhong) mandátuma                  |             |           | 487               | –        | –        |
| 46                                                                  | 多方 (Tuo fang (Duo fang)                         |                                                         |             |           | 492               | 62       | II : 133 |
| 47                                                                  | 立政 (Li cseng (Li zheng)                         |                                                         |             |           | 508               | 67       | II : 145 |
| 48                                                                  | 周官 (Csou kuan (Zhou guan)                       | Csou (Zhou) hivatalnokai                                |             |           | 523               | –        | –        |
| 49                                                                  | 君陳 (Csün Csen (Jun Chen)                        | Csen (Chen) úr                                          |             |           | 535               | –        | –        |
| 50                                                                  | 顧命 (Ku ming (Gu ming)                           |                                                         |             |           | 544               | 70       | II : 156 |
| 51                                                                  | 康王之誥 (Kang vang cse kao (Kang wang zhi gao)   |                                                         |             | 562       |                   | 70       | II : 156 |
| 52                                                                  | 畢命 (Pi ming (Bi ming)                           | Pi (Bi) (uralkodójának) mandátuma                       |             |           | 569               | –        | –        |
| 53                                                                  | 君牙 (Csün ja (Jun ya)                            | Csün ja (Jun ya)                                        |             |           | 578               | –        | –        |
| 54                                                                  | 冏命 (Csiung ming (Jiong ming)                    | Csiung (Jiong) mandátuma                                |             |           | 583               | –        | –        |
| 55                                                                  | 呂刑 (Lü hszing (Lü xing)                         |                                                         |             |           | 588               | 74       | II : 174 |
| 56                                                                  | 文侯之命 (Ven hou cse ming (Wen hou zhi ming)     |                                                         |             |           | 613               | 78       | II : 194 |
| 57                                                                  | 費誓 (Fej si (Fei shi)                            | Fej (Fei) esküje                                        |             |           | 621               | 80       | II : 198 |
| 58                                                                  | 秦誓 (Csin si (Qin shi)                           | Csin (állam) királyának esküje                          |             |           | 626               | 81       | II : 200 |

## Magyarul
- Írások könyve. A Nagy Szabály; ford., előszó Tőkei Ferenc; Balassi, Bp., 1997 (Kínai-magyar irodalmi gyűjtemény, 1/2.)